# Jean-Baptiste Pouliot
Pour les articles homonymes, voir Pouliot.
Jean-Baptiste Pouliot (21 mai 1816-18 octobre 1888) est un notaire et homme politique fédéral et municipal du Québec.

## Biographie
Né à Saint-Louis-de-Kamouraska dans le Bas-Canada, il apprit le métier de notaire à Rimouski, Trois-Pistoles et Kamouraska. Admis à la profession en 1840, il pratiqua d'abord à Kamouraska, ensuite à La Malbaie et finalement à Fraserville. Il entama sa carrière politique en devenant conseiller dans le gouvernement municipal de Fraserville, aujourd'hui Rivière-du-Loup. Élu à l'Assemblée législative de la province du Canada dans Témiscouata en 1863. Peu avant l'élaboration de la Confédération canadienne il s'avoua en opposition avec ce projet. D'abord défait en 1872, il fut élu député du Parti libéral du Canada dans la circonscription fédérale de Témiscouata en 1874.
Son fils Charles-Eugène Pouliot et son petit-fils Jean-François Pouliot furent tous deux députés de la circonscription de Témiscouata respectivement de 1896 à 1897 et de 1924 à 1955.